# Лешиле (Долж)
Лешиле (рум. Leșile) — село у повіті Долж в Румунії. Входить до складу комуни Шимніку-де-Сус.
Село розташоване на відстані 183 км на захід від Бухареста, 11 км на північ від Крайови.

## Населення
За даними перепису населення 2002 року у селі проживала 391 особа, усі — румуни. Усі жителі села рідною мовою назвали румунську.